# Любовь — это всё, что тебе нужно
«Любо́вь — это всё, что тебе́ ну́жно» (дат. Den skaldede frisør) — фильм датского режиссёра Сюзанны Бир с Пирсом Броснаном и Трине Дюрхольм в главных ролях. Картина получила премию «Роберт», вручаемую Датской киноакадемией, в категориях «Лучшая женская роль» и «Приз зрительских симпатий за лучшую комедию».

## Сюжет
Ида — парикмахер, в результате лечения от рака молочной железы лишившаяся волос и груди. Она готовится к предстоящей свадьбе своей дочери Астрид со студентом Патриком. В то же время Ида узнаёт, что её супруг Ляйф изменяет ей с молодой девушкой-бухгалтером Тильдой. В довершение сын Иды уходит в армию. В отчаянии Ида едет в Италию на свадьбу, и по дороге в аэропорт попадает в аварию. Как оказалось, человек, с которым она столкнулась — овдовевший отец Патрика Филипп — торговец овощами и миллионер. Он британец, в своё время женившийся на датчанке, которая позднее погибла в автоаварии. Филипп поддерживает тёплые и доверительные отношения с эмоциональной и прямолинейной сестрой своей погибшей жены.
Ида прилетает в Италию, где должна состояться свадьба. На следующий день прибывает и её супруг вместе с Тильдой. Астрид потрясена разрывом её родителей, и Ида пытается успокоить её. Параллельно улучшаются отношения Иды с Филлиппом, изначально напряжённые из-за аварии. Однажды он видит, как обнажённая Ида выходит из моря без парика, и проникается к ней жалостью. Он даже одалживает ей деньги на покупку платья.
Астрид и Патрик разуверяются в своей любви друг к другу, в то время как их родители сближаются. Вскоре на свадьбу приезжает и брат Астрид, сломавший руку. На свадьбе вся семья наконец получает возможность выговориться. Астрид и Патрик не женятся. Ида уезжает. Ляйф возвращается к ней, но она отвергает его.
Через два года в парикмахерскую к Иде приезжает Филипп. Спустя это время их чувства не угасли.

## История создания
«Любовь — это всё, что тебе нужно» стал следующим фильмом Сюзанны Бир после драмы «Месть», получившей премию «Оскар» за лучший фильм на иностранном языке. Съёмки «Любви» проходили в итальянском городе Сорренто. Главные роли получили известный ирландский актёр Пирс Броснан и Трине Дюрхольм, воплотившая одного из основных персонажей в «Мести». Согласно интервью Дюрхольм, в начале съёмок она чувствовала себя несколько скованно в совместных с Броснаном сценах, но быстро раскрепостилась.
В оригинале картина получила название Den skaldede frisør, что переводится как «Лысая парикмахерша», однако при выходе в международный прокат была переименована в «Любовь — это всё, что тебе нужно» (англ. Love Is All You Need).
Премьера фильма состоялась 2 сентября 2012 года на 69-м Венецианском кинофестивале, где он был показан вне конкурса.

## В ролях
| Актёр                   | Роль      |
| ----------------------- | --------- |
| Пирс Броснан            | Филипп    |
| Трине Дюрхольм          | Ида       |
| Ким Бодниа              | Лейф      |
| Паприка Стин            | Бенедикте |
| Кристиан Шамбург-Мюллер | Тильда    |
| Молли Эгелинд           | Астрид    |
| Себастьян Йессен        | Патрик    |
| Мики Скил Хансен        | Кеннет    |
| Бодиль Йоргенсен        | Лиззи     |
| Лине Крусе              | Биттен    |
| Марко Д’Амор            | Марко     |

## Критика
Фильм получил смешанные отзывы. Так, рецензент Toronto Star написал, что «единственный огрех фильма в том, что вдовец Филипп слишком быстро превращается в нежного Ромео». В то же время обозреватель «Ведомостей» написала, что «фильм с одной стороны — эталонно дубовый, с другой — презабавно тасующий штампы жанра, которые в данном конкретном случае переложены совершенно неожиданными для такого кино элементами». Рецензент Daily News также отметила многочисленные клише в фильме и написала, что «загадка, как такие талантливые кинематографисты вместе создали такой цинично поверхностный продукт».
Режиссура Бир, как и фильм в целом, была неоднозначно воспринята прессой. Критик из газеты «Коммерсантъ» назвала её «довольно невыразительной и совершенно дамской». Рецензент из New York Post написал: «Датский режиссёр Сюзанна Бир, получивший премию „Оскар“ за лучший фильм на иностранном языке за драму „Месть“, не скупится на пейзажи и сентиментальности в этой романтической комедии. Она смешивает умеренную остроту и честные эмоции, чтобы сделать этот фильм идеальным, по крайней мере для пожилых пар».
Многие рецензенты особенно отметили сцену, когда Филипп видит обнажённую Иду, как один из лучших моментов фильма.

## Награды и номинации
| Награды и номинации             | Награды и номинации | Награды и номинации                         | Награды и номинации                    | Награды и номинации |
| Награда                         | Год                 | Категория                                   | Номинант(ы)                            | Итог                |
| ------------------------------- | ------------------- | ------------------------------------------- | -------------------------------------- | ------------------- |
| Бодил                           | 2013                | Лучшая женская роль                         | Трине Дюрхольм                         | Номинация           |
| Роберт                          | 2013                | Лучший фильм                                |                                        | Номинация           |
| Роберт                          | 2013                | Лучшая режиссёрская работа                  | Сюзанна Бир                            | Номинация           |
| Роберт                          | 2013                | Лучший оригинальный сценарий                | Андерс Томас Йенсен Сюзанна Бир        | Номинация           |
| Роберт                          | 2013                | Лучшая женская роль                         | Трине Дюрхольм                         | Победа              |
| Роберт                          | 2013                | Лучшая женская роль второго плана           | Молли Эгелинд                          | Номинация           |
| Роберт                          | 2013                | Приз зрительских симпатий за лучшую комедию |                                        | Победа              |
| Роберт                          | 2013                | Лучший дизайн постера                       | Петер Грант                            | Номинация           |
| Роберт                          | 2013                | Лучшая монтаж                               | Мортен Эгхольм Пернилла Беч Кристенсен | Номинация           |
| Зулу                            | 2013                | Лучший фильм                                |                                        | Номинация           |
| Зулу                            | 2013                | Лучшая мужская роль                         | Ким Бодния                             | Номинация           |
| Зулу                            | 2013                | Лучшая женская роль                         | Трине Дюрхольм                         | Победа              |
| Зулу                            | 2013                | Лучшая женская роль                         | Молли Эгелинд                          | Номинация           |
| Премия Европейской киноакадемии | 2013                | Лучшая комедия                              |                                        | Победа              |